# 姫岡勤
姫岡 勤（ひめおか つとむ、1907年11月14日 - 1970年10月19日）は、日本の社会学者・文化人類学者。

## 経歴
大阪生まれ。1933年京都帝国大学文学部哲学科社会学専攻卒。天理大学助教授、1949年京都大学教育学部教授。1962年、「封建的社会意識の社会学的考察」で、京都大学より文学博士の学位を取得。
1970年1月から京都大学教育学部長を務めていたが、在任中の同年10月19日、心筋梗塞により京都市内の自宅にて死去。

## 人物
- 京都大学時代の弟子に竹内洋がいる[3]。
- 安田三郎は、日本社会学会の学術誌『社会学研究』（1944年、第1号）に掲載された姫岡の研究論文「義理の観念とその社会的基礎」を「戦前戦後を通じて、義理の社会的研究として最も重要なものは、姫岡の大論文であろう。これは戦前の日本社会学の最高水準を行く研究であるといっても過言ではい」と評した[3][4]。

## 著書
- 『未開社会の構造』高桐書院 1946
- 『文化人類学』ミネルヴァ書房 1967
- 『家族社会学論集』ミネルヴァ書房 1983

## 共編著
- 『世界地理民族誌』藤岡謙二郎共編、朝倉書店 1954
- 『社会学』編、ミネルヴァ書房 1957、ミネルヴァ全書
- 『入門社会科学小事典』編、ミネルヴァ書房 1958
- 『教育社会学』二関隆美共編 1968、有斐閣双書
- 『現代家族の社会学 成果と課題』山室周平共編、培風館 1970
- 『家族 その理論と実態』上子武次共編著、川島書店 1971、社会学シリーズ
- 『むらの家族』土田英雄、長谷川昭彦共編、ミネルヴァ書房 1973
- 『現代のしつけと親子関係 社会階層・生活意識による調査と分析』上子武次、増田光吉共編著、川島書店 1974

## 翻訳
- パレート『一般社会学提要』刀江書院 1941
- マリノフスキー『文化の科学的理論』上子武次共訳、岩波書店 1958
- V.パレート『一般社会学提要』板倉達文校訂、名古屋大学出版会 1996

## 参考
- 『現代家族の社会学 成果と課題』編者紹介